# Înălțimea sunetelor

Vibraţia unei corzi, frecvenţa fundamentală şi primele 6 armonici superioare

Sunetele și zgomotele de orice fel și orice proveniență se deosebesc între ele prin trei caracteristici principale: înălțimea, tăria (intensitatea) și timbrul. Cele trei mărimi nu sunt independente. La nivelul percepției, tăria și înălțimea se influențează reciproc.
Înălțimea sunetelor se referă la frecvența de vibrație a coloanei de aer, coardelor sau membranelor ce produc sunetul. Această caracteristică a sunetelor este relativă, în funcție de înălțimea unui ton de reper, odată cu creșterea frecvenței crescând și înălțimea.
Sunetul emis de o sursă are un caracter complex, deoarece, în afară de sunetul fundamental, sursele sonore emit și diferite  armonici superioare (sunete ce au frecvențele egale cu multipli ai frecvenței sunetului fundamental). Analiza structurii unui sunet permite obținerea unui spectru caracteristic fiecărei surse (așa numita amprentă sonoră). Această proprietate permite recunoașterea persoanelor după voce.

## Sunetele muzicale și frecvența lor
| Denumirea științifică | Frecvența (Hz) |
| --------------------- | -------------- |
| C5 (C tenor)          | 523,251        |
| B4                    | 493,883        |
| A#4 sau Bb4           | 466,164        |
| A4 (A440)             | 440,000        |
| G#4 sau Ab4           | 415,305        |
| G4                    | 391,995        |
| F#4 sau Gb4           | 369,994        |
| F4                    | 349,228        |
| E4                    | 329,628        |
| D#4 sau Eb4           | 311,127        |
| D4                    | 293,665        |
| C#4 sau Db4           | 277,183        |
| C4 (C mijlociu)       | 261,626        |
| B3                    | 246,942        |
| A#3 sau Bb3           | 233,082        |
| A3                    | 220,000        |
| G#3 sau Ab3           | 207,652        |
| G3                    | 195,998        |
| F#3 sau Gb3           | 184,997        |
| F3                    | 174,614        |
| E3                    | 164,814        |
| D#3 sau Eb3           | 155,563        |
| D3                    | 146,832        |
| C#3 sau Db3           | 138,591        |
| C3 (C jos)            | 130,813        |
| B2                    | 123,471        |
| A#2 sau Bb2           | 116,541        |
| A2                    | 110,000        |

Procesul prin care se atribuie nume de note diferitelor înălțimi (frecvențe) se numește acordare. În muzica contemporană, acordajul se realizează astfel încât frecvenței de 440Hz să îi corespundă nota La (A).
Diferența în numărul de vibrații pe secundă dintre două sunete cu înălțimi diferite se numește interval (primă - aceeași înălțime, secundă, terță, cvartă, cvintă, sextă, septimă, octavă, ș.a.m.d). Două sunete cu frecvența Nu s-a putut interpreta (MathML cu fallback pe SVG sau PNG (recomandat pentru browserele moderne și uneltele de accesibilitate): Răspuns incorect („Math extension cannot connect to Restbase.”) de la serverul „http://localhost:6011/ro.wikipedia.org/v1/”:): {\displaystyle f \!}
, respectiv {\displaystyle 2\cdot f\!}, se află la o octavă unul de celălalt, deci reprezintă aceeași notă muzicală. Spre exemplu, fiecare notă La poate fi exprimată matematic astfel:
{\displaystyle A_{n+4}=2^{n}\cdot 440Hz\!}
Astfel, folosind formula de mai sus, putem obține lista de note La cu înălțimiile cuprinse între 20Hz și 20,000 Hz, adică spectrul auditiv uman.
- {\displaystyle A_{0}=27,5Hz\!}
- Nu s-a putut interpreta (MathML cu fallback pe SVG sau PNG (recomandat pentru browserele moderne și uneltele de accesibilitate): Răspuns incorect („Math extension cannot connect to Restbase.”) de la serverul „http://localhost:6011/ro.wikipedia.org/v1/”:): {\displaystyle A_1 = 55 Hz \!}
- {\displaystyle A_{2}=110Hz\!}
- {\displaystyle A_{3}=220Hz\!}
- {\displaystyle A_{4}=440Hz\!}
- {\displaystyle A_{5}=880Hz\!}
- Nu s-a putut interpreta (MathML cu fallback pe SVG sau PNG (recomandat pentru browserele moderne și uneltele de accesibilitate): Răspuns incorect („Math extension cannot connect to Restbase.”) de la serverul „http://localhost:6011/ro.wikipedia.org/v1/”:): {\displaystyle A_6 = 1.760 Hz \!}
- {\displaystyle A_{7}=3.520Hz\!}
- {\displaystyle A_{8}=7.040Hz\!}
- {\displaystyle A_{9}=14.080Hz\!}

Johann Sebastian Bach a fost cel care a introdus scara uniform temperată în muzică. În această scară există 12 semitonuri în interiorul fiecărei octave, frecvențele notelor succesive separate printr-un interval de un semiton formând un raport constant, egal cu {\displaystyle {\sqrt[{12}]{2}}\approx 1,0594631.\!}  Tabelul alăturat prezintă notele muzicale cuprinse în intervalul 110 Hz și aprox. 523 Hz.

## Percepția înălțimii sunetului
În timp ce frecvența fundamentală sau înălțimea fundamentală a sunetului poate fi determinată precis prin intermediul unor măsurători, aceasta poate fi diferită de înălțimea percepută de urechea umană datorită apariției vibrațiilor armonice (în special în cazul instrumentelor cu coarde, cum sunt pianul sau chitara).
Micile modificări în frecvența unui sunet sunt greu de observat de urechea umană, mai ales de cea neantrenată. În general, o diferență de cinci sutimi de semiton sau aproximativ 0.3% în frecvența sunetului este sesizabilă, dar acest fapt depinde și de poziția ei în spectrul auzului uman (cu cât se apropie mai mult de pragul infrasunetelor, respectiv ultrasunetelor, capacitatea analizatorului auditiv de a distinge între sunetele apropiate scade). De asemenea, dacă cele două sunete de comparat sunt emise simultan, existența diferenței dintre ele este mai ușor de observat.